# Bårse Herred
Bårse Herred var et herred i Præstø Amt. Herredet hørte oprindeligt under Vordingborg Len og Jungshoved Len, der i 1662 blev ændret til Vordingborg Amt , indtil det i 1803 (i henhold til reformen i 1793) blev en del af Præstø Amt. Jungshoved, Allerslev og Skibinge sogne samt øen Nyord fra Mønbo Herred udgjorde i perioden 1660-1665 et selvstændtigt amt ved navn Jungshoved Amt
I herredet ligger købstæderne Præstø og Vordingborg samt følgende sogne:
- Allerslev Sogn
- Beldringe Sogn
- Bårse Sogn
- Everdrup Sogn
- Jungshoved Sogn
- Kalvehave Sogn
- Mern Sogn
- Præstø Sogn
- Skibinge Sogn
- Snesere Sogn
- Stensby Sogn
- Udby Sogn
- Vordingborg Sogn
- Ørslev Sogn
- Øster Egesborg Sogn